# Tetrathemis camerunensis
Tetrathemis camerunensis là một loài chuồn chuồn ngô thuộc họ Libellulidae. Nó được tìm thấy ở Bénin, Cameroon, Cộng hòa Trung Phi, Cộng hòa Dân chủ Congo, Bờ Biển Ngà, Guinea Xích Đạo, Gabon, Gambia, Ghana, Guinea, Liberia, Nigeria, Togo, và Uganda. Môi trường sống tự nhiên của nó là các khu rừng đất thấp ẩm và vùng đất ngập nước có cây bụi nhiệt đới hoặc cận nhiệt đới.